# Antonio Andreoni
Antonio Andreoni (Alghero, 23 settembre 1866 – Venezia, 23 maggio 1948) è stato un magistrato e politico italiano.

## Biografia
Entrato in magistratura nel 1890 con l'incarico di uditore giudiziario dal 1889 è vicepretore di Alghero e ricopre la stessa carica a Mistretta e a Cagliari (1893). Dal 21 giugno 1894 è vicepretore a Roma, dove per alcuni periodi svolge anche la funzione di applicato all'Ufficio processi penali. Nel 1896 è promosso pretore ed assegnato a Vergato, Assisi (1899) e Perugia (1900). Nel 1904 è giudice al Tribunale civile e penale di Perugia, dove nel 1913 viene nominato procuratore del Re e nel 1915 consigliere della Corte d'appello. Salvo una breve presidenza del Tribunale di Viterbo rimane a Perugia fino al 1925, quando viene nominato consigliere della Corte di cassazione e presidente di sezione alla Corte d'appello di Firenze, dove per circa un anno ricopre anche la carica di presidente del Tribunale. Nel 1930 è procuratore generale presso la Corte d'appello di Brescia, nel 1931 procuratore generale presso la Corte d'appello di Venezia, nel 1932 primo presidente della Corte d'appello di Venezia, carica che mantiene fino al ritiro per limiti di età.